# Materiais refratários
Material refratário é um material capaz de manter sua resistência a altas temperaturas. São utilizados em revestimentos de fornos, incineradores e reatores.
O termo refratário é atribuído a um grupo de materiais, na sua maioria cerâmicas, capazes de suportar altas temperaturas sem perder suas propriedades físico-químicas, entre elas, resistência, baixas condutividade térmica e condutividade elétrica. Usualmente são encontrados em fornos industriais, de laboratórios de pesquisa e ensino, caldeiras, fornos domésticos e churrasqueiras (tijolo refratário), entre outras aplicações.

## Exemplos
Um exemplo de material refratário é a Alumina (Óxido de alumínio), que é usada em revestimentos de fornos de altas temperaturas (cerca de 2000°C) mantendo praticamente todas as suas características isolantes.
Outro exemplo são os cimentos ou concretos refratários. Utilizados como revestimento de grandes caldeiras de usinas de açúcar e álcool, panelas de aço, servem para proteger o aço derretido de um lado e a própria caldeira de aço sólido do outro.

## Tijolos refratários
São materiais cerâmicos capazes de suportar elevadas temperaturas e também esforços mecânicos, ataques químicos, variações bruscas de temperaturas e outras situações. Cada situação utiliza um produto compatível com os requisitos de cada processo, variando em medidas e uso para diferentes temperaturas.
Apresentam grande versatilidade e atendem a todas às necessidades de aplicação em zonas de média e alta solicitação de fornos de aquecimento, caldeiras, fornos de cerâmica, em fundições e fornos de elevada temperatura, como também em aplicações mais triviais como churrasqueiras. 